# Аномейство
Аномійство (від дав.-гр. ἀνόμοιος — неподібний ← дав.-гр. ἀ-, ἀν- — не + дав.-гр. ὁμοίως — подібний, також аетіанство, евноміанство, євноміанство) — крайнє аріанство, послідовники якого наполягали на сутнісній інакшості Отця і Сина, на їх неподібності.

## Історія
Аномеї не були безпосередньо пов'язані з Арієм та його учнями, хоча були близькі до спорідненої йому антіохійської богословсько-екзегетичної школи Лукіана. До старшого покоління аріан вони ставилися несхвально. Самого Арія вони вважали недостатньо послідовним. Засновником аномейства був диякон Аетій Антіохійський, який почав свою проповідь в Олександрії 356 року і незабаром після цього перебрався до Антіохії. Тут він мав значний успіх та утворив групу послідовників, серед яких особливо виділявся Євномій, згодом єпископ Кизикський. Аетій розглядав християнське вчення як матеріал для діалектичних вправ. Вчення про Бога він викладав за допомогою геометричних фігур. Йому належить відома фраза, яку любили повторювати його учні: «Я так добре знаю Бога, як не знаю самого себе». Євномій вніс новий імпульс до аномейського руху. Тоді як Аетій був відомий переважно своєю блискучою діалектикою, Євномій мав строгий логічний розум і ясну виразну мову, що здобула йому популярність. Святитель Василій Великий звинувачує Євномія в тому, що у своїх доведеннях він користується Хрісіпповими висновками.
Аномейська єресь, що підривала основи християнської віри, викликала негайну реакцію Церкви. Поява аномейства була свого роду самовикриттям аріанства. Тому боротьба з ним Церкви в критичний момент полеміки навколо нікейського віровизначення призвела до консолідації православних на Сході та, зрештою, до остаточної перемоги Церкви над аріанською єрессю. З аномейством боролися найкращі сили Церкви: святі Василій Великий, Григорій Богослов, Григорій Ніський, Іоанн Золотоустий. Аномейство піддали анафемі 1-м правилом Другого Вселенського собору (381) та V Вселенським собором (553).

## Вчення
Отець у Євномія — абсолютна монада, Бог — нескінченно єдиний, що не допускає жодної співучасті у Своєму Божестві, жодного виходу з єдиної сутності до трьох Іпостасей. Простота сутності виключає будь-яке розрізнення, навіть розрізнення Божественних властивостей. Здавалося б, подібне поняття «простоти» природно мало привести аномеїв до агностицизму. Так, Арій, виходячи з тієї ж думки, відмовляє навіть Сину в можливості пізнання Отця. Але Євномій проповідував гносеологічний оптимізм, який спонукав його стверджувати, що він, як розповідає історик Сократ Схоластик, знає Божественну сутність так само добре, як самого себе; звертаючись до своїх супротивників, він посилається на Івана Богослова: «Ви не знаєте, чому кланяєтеся, а ми знаємо, чому кланяємося …» (Ів. 4:22).